# Peter Füri
Peter Füri (* 9. Oktober 1937 in Basel; † 11. Mai 2015 in Muttenz) war ein Schweizer Fussballspieler und -trainer.
Füri wuchs im Kleinbasel auf, spielte Fussball beim Quartierverein FC St. Clara und später bei den Junioren des FC Basel. Als Aktiver spielte er zuerst beim FC Concordia Basel, bevor er für zwei Jahre zum FC La Chaux-de-Fonds ging.
Zwischen 1961 und 1965 spielte Füri beim FC Basel. In der Saison 1962/63 schaffte der FC Basel, von Georges Sobotka trainiert, den Einzug in den Schweizer Cupfinal. Füri kam bei sämtlichen Partien zum Einsatz, doch vor dem Final wurde er krank und musste passen.
Seine Fussball-Laufbahn beendete er zwischen 1966 und 1968 beim SC Binningen als Spielertrainer. Füri war gelernter Elektromonteur und  arbeitete bis zu seiner Pensionierung als Abteilungsleiter im Distributionszentrum der Coop in Pratteln.
Im Alter von 77 Jahren am 11. Mai 2015 erlag er einem Herzversagen zuhause an seinem Wohnort in Muttenz.

## Titel und Erfolge
Concordia Basel
- 1. Ligameister und Aufstieg 1957

FC Basel
- Schweizer Cupsieger: 1963